# Mag Garden
Mag Garden (マッグガーデン Maggu Gāden?) es una editorial japonesa. Fue fundada en junio de 2001, y el 4 de julio de 2007, la compañía anunció su fusión con Production I.G.

## Revistas de manga publicadas por Mag Garden
Activas
- Gekkan Comic Avarus
- Gekkan Comic Garden
- Eden
- Web Comic Beat's

Descontinuadas
- Comic Blade Masamune
- Comic Blade Brownie
- Comic Blade Gunz
- Comic Blade Zebel
- Monthly Comic Blade

## Trabajos publicados
- A Girls
- Aqua
- Aria
- Asatte no Houkou
- Beyond the Beyond
- Cocoon
- Comic Blade
- Daemon Hunters
- Desert Coral
- Dragon Sister!
- Dream Gold
- Elemental Gelade
- Erementar Gerad: Flag of Bluesky
- Gadget
- Gamerz Heaven
- Harukaze Bitter Bop
- Jinki: Extend
- Joker Game: The Animation
- Kagerou-Nostalgia
- Kori Senman
- Mahō Tsukai no Yome
- Mamotte Shugogetten! Retrouvailles
- Ma Tantei Loki
- Monochrome Factor
- More Starlight to Your Heart
- Mukuukai - Amano Kozue Tanpenshu 1
- Mystical Prince Yoshida-kun!
- Mythical Detective Loki Ragnarok
- Neko Rahmen
- Peace Maker
- Peace Maker Kurogane
- Petit Hound
- Prince Standard
- Roman Club
- R²
- Sketchbook
- Sora no Uta - Amano Kozue Tanpenshu 2
- Tactics
- Tales of Symphonia
- Tengai Retrogical
- The First King Adventure
- The Good Witch of the West
- Vaizard
- Vassalord.
- Your and My Secret